# Sant Pere de Valldaneu
Sant Pere de Valldaneu és una església amb elements romànics i eclèctics de Sant Martí de Centelles (Osona) inclosa a l'Inventari del Patrimoni Arquitectònic de Catalunya.

## Descripció
Antiga església parroquial, d'una sola nau amb capelles annexes a ambdós costats. L'absis, orientat a llevant, presenta un retaule d'obra i una mena de deambulatori. La nau és coberta amb volta d'ogiva i les naus laterals amb volta quatripartita, als nervis de la qual es tanquen en una clau o medallons esculpits (el primer no distingim la figura que s'hi representa, mentre que la segona s'esculpeix la figura de la verge rodejada d'àngels). A la capçalera de la nau en el medalló hi podem veure Sant Pere amb les claus. La nau central es comunica amb les laterals mitjançant pilars ortogonals i arcs de mig punt. Als peus hi ha l'accés al campanar i l'antic cor. Dins un armariet s'hi conserven dues piques, una és de marbre i està fragmentada. Externament presenta un portal adovellat, el capcer triangular u al sector nord s'hi adossa un campanar de torre de planta quadrada i tres pisos amb una finestra d'arc de mig punt a la part superior. La resta d'obertures són rectangulars. La capçalera presenta l'absis semicircular i una absidiola a tramuntana la qual mostra un paredat llis, mentre que l'absis s'inscriuen lesenes llombardes i és de pedra tosca amb arrebossat al damunt.

## Història

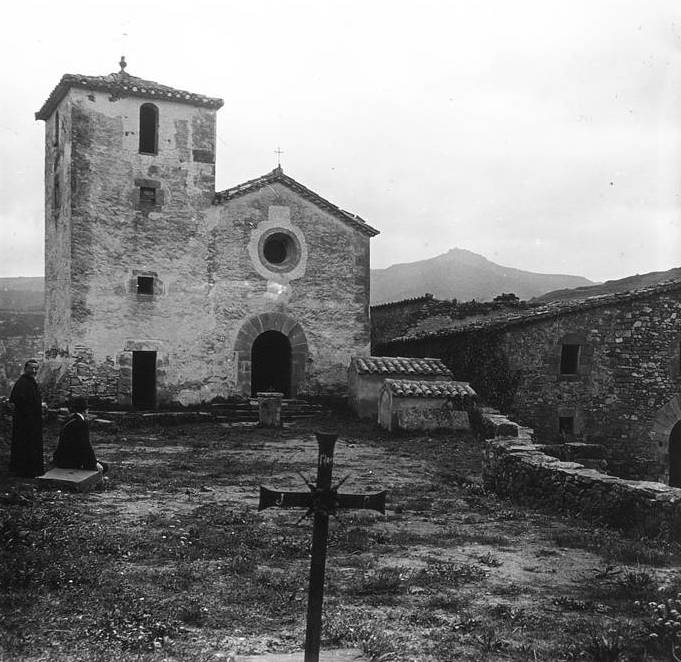
Façana de l'església el 1916

Parròquia que pertany a l'antic terme de Sant Esteve, anomenat també de Centelles i vinculada en els seus orígens a la parròquia de Sant Martí de Congost o d'Aiguafreda, però més tard adquirí funcions de parròquia que encara conserva. És coneguda des de 898 amb el nom de la "Villa Danielis", que derivà en el topònim de Valldaneu. L'església, però, s'esmenta fins 1007 en el testament d'Odesind que, fou jurat sobre l'altar de Sant Pere que pertanyia al comtat d'Osona. Segons els llistats de les parròquies del bisbat podem considerar que funcionava com a parròquia ja a la primera meitat del segle xi amb el nom "Vilar Daniel" i més tard "Valdaniel". Cap el 1640 l'edifici romànic fou gairebé totalment reconstruït i més tard s'hi feren altres reformes com ho demostren la data de la porta principal, de ferro, "17 de març de 1830". Actualment el nucli de població és allunyat i ha perdut el caràcter real de la parròquia.